# ウィリアム・クロウフォード (軍人)
ウィリアム・クロウフォード（William Crawford, 1732年9月2日 - 1782年6月11日）は、アメリカ合衆国の軍人。初代アメリカ合衆国大統領ジョージ・ワシントンとともに北米植民地戦争およびアメリカ独立戦争に参加し、インディアンとの戦いで死亡した。

## 生涯
1732年、クロウフォードはバージニア植民地バークリー郡において、ヴァレンタイン・クロウフォードとホノーラ・グライムスの息子として誕生した。クロウフォードは幼い頃に父親を亡くしたため、母親と再婚したリチャード・スティーブンソンの下で育てられた。
クロウフォードは青年時代に測量師ジョージ・ワシントンと知り合いになり、ワシントンから測量の仕事を教わった。1758年、クロウフォードは陸軍のライフル歩兵としてデュケーヌ砦攻略に参加し、翌1759年にデュケーヌ砦を奪取した。クロウフォードは1761年まで前線で活動した。
1762年、クロウフォードはワシントンの推薦により大尉に昇格すると、イギリス軍の下級士官としてワシントンが管理していた土地の調査を任された。またポンティアックの反乱、ダンモア戦争にも参加し、インディアン部族との戦いを先導した。クロウフォードは1764年まで軍隊に参加していたが、1767年にペンシルベニア州フェイエット郡に土地を購入すると、間もなくそこへ移り住んだ。そしてクロウフォードはそこで治安判事に任命された。
1775年、アメリカ独立戦争が勃発すると、クロウフォードはバージニア州の住民とともに部隊を組織し、ワシントンの軍隊に参加した。1776年、クロウフォードは第5バージニア連隊の中佐となり、間もなく大佐となった。クロウフォードの部隊はデラウェア州、ニュージャージー州を横断し、ワシントンとともにロングアイランドの戦いに参加したが大敗を喫した。その後再びデラウェア川を越えて、トレントンの戦い、プリンストンの戦いに参加し勝利を収めた。
1778年、イギリス軍がフィラデルフィアを放棄すると、クロウフォードは国境地域の監視を任ぜられた。クロウフォードはインディアンからの攻撃を防ぐことに専念し、3年余りにわたって開拓者の安全確保に務め続けた。そして1781年、クロウフォードは余生を家族とともに平穏に過ごすことを望み、25年間の軍務生活を退き農業に従事した。
1782年、オハイオ川北方において、ワイアンドット族やモラヴィア族などのインディアン部族による抵抗活動が活発化した。そして同年5月、抵抗活動の鎮圧部隊の指揮官として、クロウフォードに白羽の矢が立てられた。当初クロウフォードは参加しない意向でいたが、ワシントンの強い説得により遠征を受理した。
遠征に出発したクロウフォードは、同年6月4日にインディアンたちと接触した。しかしながら数的不利な状況において間もなく大量の軍勢に周囲を包囲された。クロウフォードの部隊は2日間にわたって激しい戦いを行ったが、退却路を完全に封じられたために部隊が散り散りになり、ついにはインディアンたちに拘束されてしまった。
後に脱出に成功した仲間の話によると、クロウフォードは裸にされた上で、棒などにより繰り返し殴られたり突かれたりされるなどの拷問を数日にわたって受けた。その後クロウフォードは、義理の弟であるウィリアム・ハリソンとともに柱に括り付けられ、3時間以上に渡って火に炙られた。そしてクロウフォードが首をもたげたまま動かなくなると、クロウフォードの身体は灰になるまで燃やされ続けた。
クロウフォードが戦闘を行った場所は、1982年に国立史跡に指定された。そして1994年にはワイアンドット郡の愛国的な市民により高さ約2.6メートルの記念碑が建立された。
オハイオ州クロウフォード郡、ペンシルベニア州クロウフォード郡、及びインディアナ州クロウフォード郡は、クロウフォードにちなんで付けられた地名である。